# Donald W. MacArdle
Donald Wales MacArdle (* 3. Juli 1897 in Quincy, Massachusetts; † 23. Dezember 1964 in Littleton, Colorado) war ein US-amerikanischer Ingenieur und Musikwissenschaftler.

## Leben
MacArdle studierte ursprünglich Chemie und war die meiste Zeit seines Lebens als Ingenieur tätig. Daneben studierte er Musik und Musikwissenschaft, letzteres an der New York University bei Curt Sachs. Später verfasste er Musikkritiken für eine Zeitung in Boston und ein amerikanisches Musikjournal. Er leitete auch mehrere Laienorchester. Von seinen Veröffentlichungen sind insbesondere seine Aufsätze und Bücher über Ludwig van Beethoven von großem Wert.

## Bücher
- mit Ludwig Misch: New Beethoven Letters. University of Oklahoma Press, Norman 1957
- An Index to Beethoven’s Conversation Books. Detroit 1962
- Anton Felix Schindler: Beethoven as I Knew Him, hrsg. von Donald W. MacArdle, Faber & Faber, London 1966
- Beethoven abstracts, posthum hrsg. von S. Pogodda, Detroit 1973

## Aufsätze
- A Check-List of Beethoven’s Chamber Music. In: Music & Letters. Band 27, 1946, S. 44–59, 83–101, 156–174 und 251–257
- Beethoven’s Quartett in B flat, opus 130. In: The Music Review. Band 8, 1947, S. 11–24
- Beethoven, Artaria, and the C Major Quintet. In: The Musical Quarterly. Band 34, 1948, S. 567–574 (Über den Streit zwischen Beethoven und dem Musikverlag Artaria wegen der unrechtmäßigen Ausgabe von op. 29)
- An Unpublished Beethoven Letter. In: Journal of the American Musicological Society. Band 2, 1949, S. 204f.
- The Family van Beethoven. In: The Musical Quarterly. Band 35, 1949, S. 528–540
- mit K. Schultze, Five Unfamiliar Beethoven Letters. In: The Musical Quarterly, Band 37, 1951, S. 490–500
- mit Ludwig Misch: Minor Beethoveniana. In: The Musical Quarterly. Band 41, 1955, S. 446–465 und Band 46, 1960, S. 41–55
- Four Unfamiliar Beethoven Documents. In: Music and Letters. Band 36, 1955, S. 331–340 (Über den Vertrag Beethovens mit Breitkopf & Härtel von 1825, Quittungen von Verträgen mit seinem Mäzen Erzherzog Rudolph und die Empfangsbestätigung Beethovens über ein Honorar von 50 Pfund Sterling für die 9. Sinfonie von der Philharmonischen Gesellschaft London)
- Beethoven and George Thomson. In: Music & Letters. Band 37, 1956, S. 27–49
- Beethoven and the Bach Family. In: Music & Letters. Band 38, 1957, S. 353–358
- Beethoven and the Czernys. In: Monthly Musical Record. Band 88, 1958, S. 124–134
- The Brentano Family in its Relationship with Beethoven. In: The Music Review. Band 19, 1958, S. 6–19
- Beethoven and Grillparzer. In: Music & Letters. Band 40, 1959, S. 44–55
- Beethoven and Haydn. In: Monthly Musical Record. Band 89, 1959, S. 203–207
- Beethoven and Handel. In: Music & Letters. Band 41, 1960, S. 33–37
- Beethoven and the Philharmonic Society of London. In: The Music Review. Band 21, 1960, S. 1–7
- First Editions of Beethoven Published in England. In: Monthly Musical Record. Band 90, 1960, S. 228–232
- Beethoven, Matthisson, Kotzebue and Gaveaux. In: The Music Review. Band 22, 1961, S. 288–293
- Anton Schindler, Friend of Beethoven, in: The Music Review, Band 24, 1963, S. 50–74
- The Artaria Editions of Beethoven's C Major Quintet. In: Journal of the American Musicological Society, Band 16, 1963, S. 254–257
- Beethoven and Shakespeare. In: The Musical Times, Band 105, 1964, S. 260f. und 439
- Beethoven and Ferdinand Ries. In: Music & Letters. Band 46, 1965, S. 23–34
- Beethoven und Karl Holz. In: Die Musikforschung. Jahrgang 20, 1967, S. 19–29

| Personendaten    | Personendaten                                        |
| ---------------- | ---------------------------------------------------- |
| NAME             | MacArdle, Donald W.                                  |
| ALTERNATIVNAMEN  | MacArdle, Donald Wales (vollständiger Name)          |
| KURZBESCHREIBUNG | US-amerikanischer Ingenieur und Musikwissenschaftler |
| GEBURTSDATUM     | 3. Juli 1897                                         |
| GEBURTSORT       | Quincy, Massachusetts                                |
| STERBEDATUM      | 23. Dezember 1964                                    |
| STERBEORT        | Littleton, Colorado                                  |